# فرودگاه اوشیما
فرودگاه اوشیما (به انگلیسی: Oshima Airport) یک فرودگاه همگانی با کد یاتا OIM است که یک باند فرود آسفالت دارد و طول باند آن ۱۸۰۰ متر است. این فرودگاه در شهر ایزواوشیما کشور ژاپن قرار دارد .